# Vallone S. Elia
Vallone S. Elia este o arie protejată (arie specială de conservare — SAC, sit de importanță comunitară — SCI) din Italia întinsă pe o suprafață de 440 ha, integral pe uscat.

## Localizare
Centrul sitului Vallone S. Elia este situat la coordonatele 39°32′08″N 16°41′41″E / 39.535556°N 16.694722°E.

## Înființare
Situl Vallone S. Elia a fost declarat sit de importanță comunitară în septembrie 1995 pentru a proteja 10 specii de animale. Situl a fost protejat și ca arie specială de conservare în iunie 2017.

## Biodiversitate
Situată în ecoregiunea mediteraneană, aria protejată conține 5 habitate naturale: Păduri de Quercus ilex și Quercus rotundifolia, Galerii și tufărișuri riverane sudice (Nerio-Tamaricetea și Securinegion tinctoriae), Tufărișuri termo-mediteraneene și de pre-deșert, Păduri de stejar alb estice, Pseudostepă cu ierburi și specii anuale de Thero-Brachypodietea.
La baza desemnării sitului se află mai multe specii protejate:
- păsări (8): șorecarul comun (Buteo buteo), barză neagră (Ciconia nigra), șerpar (Circaetus gallicus), șoim călător (Falco peregrinus), vânturel roșu (Falco tinnunculus), gaia neagră (Milvus migrans), gaia roșie (Milvus milvus), vultur egiptean (Neophron percnopterus)
- amfibieni (1): Salamandrina terdigitata
- reptile (1): șarpele cu patru dungi (Elaphe quatuorlineata)

Pe lângă speciile protejate, pe teritoriul sitului au mai fost identificate 1 specie de plante, 6 specii de amfibieni, 1 specie de mamifere, 4 specii de reptile.